# 梁坡遗址
梁坡遗址，位于中国甘肃省崇信县，为一个省级文物保护单位，类型为古遗址。
梁坡遗址的历史年代为新石器时代至青铜时代、周。